# Jankovich-Bésán Endréné Szentkereszty Janka
Szentkereszty Janka (Árkos, 1880. május 7. – Öreglak, 1933. október 10.)  bárónő.
Édesapja, Szentkereszty Béla, Háromszék vármegye főispánja a szolidarizmus szellemében tevékenykedve összekötötte a vagyont a kötelességgel, a szociális segítést a személyes közreműködéssel, és erre nevelte gyermekeit is. Családjának minden tagja támogatta a rászorulókat, az anyagiak mellett munkájukkal is segítették a környezetükben élőket. Janka bárókisasszony például házasságkötéséig vezette az árkosi szövetkezet könyvelését. A család által követett erkölcsi normarendszer a bárónő egész életére kihatott, így házasságkötését követően férje birtokain is a korábbi elvek szerint tevékenykedett. Történelmi emlékezete leginkább háborús szeretetmunkásságában nyilvánul meg, melyet az első világháború hívott életre. Kortársai a mélyen vallásos grófnét tiszteletreméltó és példamutató magyar nagyasszonyként is emlegették.

## Élete
Szentkereszty Janka bárónő szülei első gyermekeként látta meg a napvilágot Erdélyben, az árkosi kastélyban. Édesapja zágoni báró Szentkereszty Béla, Háromszék vármegye főispánja, édesanyja Florescu Mária (Ion Emanuel Florescu román tábornok, hadügyminiszter, miniszterelnök lánya).
Édesapja példamutató arisztokrataként gondoskodott Háromszék vármegye népéről. Nevéhez fűződik többek között a háromszéki magyar kultúramozgalom, a csecsemővédelem, szövetkezetek, gazdakörök, a múzeum és más intézmények megszervezése.  Szentkereszty Janka gyermek- és ifjúkorának nagyrészét Budapesten töltötte.
A bárókisasszonyt a fővárosban vette feleségül buchini, dunaszekcsői és pribérdi Jankovich-Bésán Endre 1906. október 4-én a budapesti egyetemi templomban.  A férj Veszprém vármegyei birtokán, Gicen telepedtek le.
1908. november 24-én született egyetlen gyermekük, Elemér.  A grófné a szülést követően súlyos beteg lett, hónapok kellettek felgyógyulásához. Néhány évvel később, az első világháború kitörése után Férje barátjával, gróf Esterházy Pállal együtt a harctérre vonult alakulatával, a cs. és kir. 7. számú, II. Vilmos császár huszárezreddel. Ekkor szárbaszökkent a grófné szociális érzékenysége, és megkezdte nagyhatású jótékony tevékenységét.
A grófné hosszú betegeskedés után 1933. október 13-án hunyt el öreglaki kastélyukban, s az ottani családi sírboltban nyugszik.

## Munkássága
A világháború kitörését követően életét a világégés borzalmait elszenvedők sorsának jobbítására szánta.
Első jótéteményeként 20 ágyas tartalékkórházat hozott létre és működtetett saját költségén a háború végéig a zirci és pápai járások határán fekvő gici, valamint a Somogy vármegyében lévő öreglaki birtokukon. A betegek ápolása mellett ezekhez kapcsolódóan húgával (Erzsébet) látta el az irodai feladatokat is.
1915 őszén tudakozóirodát állított fel a gici kastélyban, mely a környékről hadbavonultak hozzátartozóit segítette információhoz jutni eltűnt vagy fogságba esett családtagjaikról. Csakhamar híre ment a kezdeményezésnek, végül az egész Dunántúlról érkeztek levelek és napi rendszerességgel személyes tudakozódók is.
Gondoskodása kiterjedt uradalmukban elhelyezett hedifoglyokra  is: templomba járatta őket, igyekezett a foglyokat a nekik megfelelő tevékenységekre beosztani, s közösen látott el velük irodai feladatokat. Ennek köszönhetően tanult meg oroszul hadifogoly-munkatársától. Rendszeresen látogatta és segélyezte közben a csóti hadifogolytábor betegeit is.
1915-ben nyitották meg a 60 férőhelyes Esterházy Pál hadiárvaházat, melynek  Jankovich-Bésán Endréné lett védnöknője és gondoskodásban aktív segítője. Szerepet vállalt a növendékek nevelésében, s éveken át kocsiszámra szállíttatott élelmiszert az árvaház lakóinak. Az intézmény 1926-ig működött.
A következő évben a hadirokkantak számára mezőgazdasági iskolát állíttatott fel Gicen, ami 1919-ben, a Tanácsköztársaság ideje alatt szűnt meg. Mezőgazdaságtani, kertészeti, méhészeti és háziipari képzésben részesültek a rokkant obsitosok. Az igazgatói teendőket a grófné látta el, s biztosította az iskolának a gyakorlati oktatás céljára a saját uradalmuk gazdaságát, kertészetét és méhészetét.
1920 áprilisában ingyenes háztartási és kertészeti képzést indított a gici birtokon hadiárva leányok számára a népjóléti és munkaügyi minisztérium kezdeményezésére, illetve támogatásával  A növendékek oktatásában és lelki irányításában maga is nagy szerepet vállalt. A háztartási tanfolyamot elvégzők számára megfelelő munkahelyről is gondoskodott. Később Gicen szövőiskolát, Buzsákon kézimunkatelepet is működtetett.
Még ebben az évben igazgatása alatt jött létre a pápateszéri téli gazdasági iskola, amely az első ilyen típusú intézmény volt Magyarországon. A növendékek a téli féléveket Pápateszéren töltötték és elméleti oktatásban részesültek, a nyári féléveket pedig otthonukban, ahol a télen tanultakat alkalmazhatták a gyakorlatban. A mezőgazdasági tárgyak oktatása mellett nagy hangsúlyt fektettek a közismeretei tárgyakra, valamint az ott tanuló gazdaifjak erkölcsi és hazafias nevelésére is. A grófné halála után az intézmény megszűnt.

## Egyéb társadalmi tevékenysége
Jelentős szerepel vállalt a katolikus nőszövetségekben, a munkásnőegyletekben, az anya- és csecsemővédelem terén. Kortársai találkozhattak irodalmi, fordítói és szerkesztői tevékenységével is.